# Guangxi
Guangxi (en chino, 广西; pinyin, Guǎngxīⓘ; en zhuang, Gvangjsih) oficialmente Región Autónoma Zhuang de Guangxi es una región autónoma de China situada en el sur de China y fronteriza con Vietnam y el golfo de Tonkín. Su capital es Nanning. Como territorio autónomo está asociada a un grupo étnico minoritario, los zhuang que hacen el 34% de la población y también habitan en las provincias vecinas.
La ubicación de Guangxi, en un terreno montañoso en el extremo sur de China, la ha colocado en la frontera de la civilización china a lo largo de gran parte de la historia china. El nombre actual "Guang" significa "extensión" y se asocia a la región desde la creación de la prefectura de Guang en el año 226 d. C. Durante la dinastía Yuan se le otorgó el estatus de provincia, pero incluso en el siglo XX se consideraba un territorio abierto y salvaje. La abreviatura de la región es "桂" (pinyin: Guì; zhuang: Gvei), que proviene del nombre de la ciudad de Guilin, capital provincial tanto durante la dinastía Qing como durante la Ming.
Guangxi alberga la mayor población de minorías étnicas de China, en particular los zhuang, que constituye el 32 % de la población. Además del chino mandarín, se hablan varias lenguas y dialectos regionales, como el pinghua, las lenguas zhuang, el cantonés yue, el hakka y el min.

## Historia

### Etapa imperial
Originalmente habitada por una mezcla de grupos tribales conocidos por los chinos como los Baiyue ("Cien Yue", vietnamita: Bách Việt), la región pasó a formar parte de China durante la dinastía Qin. En el 214 a. C., el general chino Han Zhao Tuo (vietnamita: Triệu Đà) reclamó la mayor parte del sur de China para Qin Shi Huang antes de la muerte del emperador. La guerra civil que siguió permitió a Zhao establecer un reino separado en Panyu conocido como Nanyue ("Yue del Sur"). Alternativamente sumiso e independiente del control de la dinastía Han, Yue del Sur expandió la colonización y sinicización bajo su política de "Armonización y Reunión de los Cien Yue" (和集百越) hasta su colapso en el 111 a. C. durante la expansión hacia el sur de la dinastía Han.[cita requerida]
El nombre de "Guangxi" tiene su origen en la provincia "Expansiva" o "Amplia" (廣州) de los Wu orientales, que controlaban el sureste de China durante el periodo de los Tres Reinos.
Bajo la dinastía Tang, los zhuang pasaron a apoyar el reino de Nanzhao de Piluoge en Yunnan, que rechazó con éxito a los ejércitos imperiales en 751 y 754. Guangxi se dividió entonces en una zona de ascendencia zhuang al oeste de Nanning y una zona de ascendencia han al este de Nanning. 
Tras el colapso de los Zhao del Sur, Liu Yan estableció el Han del Sur (Nanhan) en Xingwangfu (actual Guangdong). Aunque este estado obtuvo un control mínimo sobre Guangxi, estuvo plagado de inestabilidad y fue anexionado por la dinastía Song en 971. El propio nombre de Guangxi se remonta a los Song, que administraron la zona como el Circuito Guangnanxi ("Expansión del Sur Occidental"). Acosado por los Song y los Jiaozhi en el actual Vietnam, el líder zhuang Nong Zhigao lideró una revuelta en 1052 por la que aún es recordado por el pueblo zhuang. Sin embargo, su reino independiente duró poco, y el general tatuado de los Song, Di Qing, devolvió Guangxi a China.
La dinastía Yuan estableció el control sobre Yunnan durante su conquista del reino de Dali en 1253 y eliminó a los Song del Sur tras la batalla de Yamen en 1279. En lugar de gobernar Lingnan como un territorio sujeto o un distrito militar, los mongoles establecieron entonces Guangxi ("Expansión Occidental") como una provincia propia. No obstante, la zona siguió siendo revoltosa, lo que llevó a la dinastía Ming a emplear a los diferentes grupos locales unos contra otros. En la batalla del Gran Desfiladero de Rattan entre los zhuang y los Yao en 1465, se registraron 20 000 muertos.
Durante las dinastías Ming y Qing, partes de Guangxi fueron gobernadas por el poderoso clan Cen (岑). Los Cen eran de etnia zhuang y fueron reconocidos como tusi o gobernantes locales por los emperadores chinos.
La dinastía Qing dejó la región en paz hasta la imposición del gobierno directo en 1726, pero el siglo XIX fue de constantes disturbios. A una revuelta de los Yao en 1831 le siguió el levantamiento de Jintian, el inicio de la Rebelión Taiping, en enero de 1851 y la Rebelión de Da Cheng en abril de 1854. La ejecución de San Augusto Chapdelaine por los funcionarios locales de Guangxi provocó la segunda guerra del Opio en 1858 y la legalización de la injerencia extranjera en el interior. Aunque Louis Brière de l'Isle no pudo invadir su depósito en Longzhou, el ejército de Guangxi tuvo mucha acción en la guerra sino-francesa de 1884. En gran medida ineficaz dentro de Vietnam, fue capaz de rechazar a los franceses desde la propia China en la batalla del paso de Zhennan (el moderno paso de la Amistad) el 23 de marzo de 1885.

### China republicana
Tras el levantamiento de Wuchang, Guangxi se separó del Imperio Qing el 6 de noviembre de 1911. El gobernador Qing, Shen Bingdan, permaneció inicialmente en su puesto, pero posteriormente fue destituido por un motín comandado por el general Lu Rongting. La camarilla de la Vieja Guangxi del general Lu se apoderó también de Hunan y Guangdong y ayudó a dirigir la Guerra de Protección Nacional contra el intento de Yuan Shikai de restablecer un gobierno imperial. La lealtad de los zhuang hizo que su Ejército de Autogobierno estuviera cohesionado, pero fuera reacio a ir más allá de sus propias provincias. Las posteriores disputas con Sun Yat-sen le llevaron a la derrota en la Guerra de Guangdong-Guangxi de 1920 y 1921. Tras una breve ocupación por parte de las fuerzas cantonesas de Chen Jiongming, Guangxi cayó en la desunión durante varios años hasta que el Ejército de Pacificación de Guangxi de Li Zongren estableció la camarilla de la Nueva Guangxi dominada por Li, Huang Shaohong y Bai Chongxi. 
El éxito de la acción en Hunan contra Wu Peifu hizo que el GPA zhuang fuera conocido como el "Ejército Volador" y el "Ejército de Acero". Tras la muerte de Sun Yat-sen, Li también rechazó la revuelta de Tang Jiyao y se unió a la Expedición del Norte, estableciendo el control sobre otros señores de la guerra de la República de China (1912-49). La suya fue una de las pocas unidades del Kuomintang libres de la influencia seria del Partido Comunista Chino (PCC) y por ello fue empleada por Chiang Kai-shek para la masacre de Shanghái de 1927. Dentro de la República Popular China, Guangxi también es conocida por el levantamiento de Baise, una revuelta fallida del PCCh dirigida por Chen Zhaoli y Deng Xiaoping en 1929.
En 1937, se fundó el Batallón de Mujeres de Guangxi como respuesta al llamamiento de Soong Mei-ling para que las mujeres apoyaran la guerra chino-japonesa. Los informes sobre el tamaño del batallón varían entre 130 estudiantes, 500, y 800.
Al estar en el extremo sur, Guangxi no cayó durante la guerra civil china, sino que se unió a la República Popular en diciembre de 1949, dos meses después de su fundación.
En 1952, una pequeña sección de la costa de Guangdong (Qinzhou, Liangzhou (actual condado de Hepu), Fangchenggang y Beihai) fue cedida a Guangxi, dándole acceso al mar. Esto se revirtió en 1955, y luego se restauró en 1965. 
Antigua provincia, Guangxi se convirtió en región autónoma en 1958. Su actual capital es Nanning.
La masacre de Guangxi, durante la Revolución Cultural, supuso la matanza de entre 100 000 y 150 000 personas en la provincia en 1967 y 1968.
Aunque en los años sesenta y setenta se produjo un cierto desarrollo de la industria pesada, la provincia siguió siendo en gran medida un destino turístico escénico. [Incluso el crecimiento económico de la década de 1990 pareció dejar atrás a Guangxi. Sin embargo, en los últimos años se ha producido una creciente industrialización y una mayor concentración en los cultivos comerciales. El PIB per cápita ha aumentado a medida que las industrias de Guangdong transfieren la producción a zonas de Guangxi con salarios comparativamente más bajos.

## División administrativa
Guangxi está dividida en 14 ciudades prefecturas, 56 condados, 34 distritos, 20 condados autónomos étnicos y 7 ciudades condado. Las catorce ciudades prefecturas se recogen en la tabla que sigue.
| Divisiones administrativas de Guangxi                                                                       | Divisiones administrativas de Guangxi | Divisiones administrativas de Guangxi | Divisiones administrativas de Guangxi | Divisiones administrativas de Guangxi | Divisiones administrativas de Guangxi | Divisiones administrativas de Guangxi | Divisiones administrativas de Guangxi | Divisiones administrativas de Guangxi |
| --- | ------------------------------------- | ------------------------------------- | ------------------------------------- | ------------------------------------- | ------------------------------------- | ------------------------------------- | ------------------------------------- | ------------------------------------- |
| Nanning Liuzhou Guilin Wuzhou Beihai Fangchenggang Qinzhou Guigang Yulin Baise Hezhou Hechi Laibin Chongzuo |                                       |                                       |                                       |                                       |                                       |                                       |                                       |                                       |
| Código de división                                                                                          | División                              | Área en km²                           | Población (censo de 2020)             | Sede                                  | Divisiones                            | Divisiones                            | Divisiones                            | Divisiones                            |
| Código de división                                                                                          | División                              | Área en km²                           | Población (censo de 2020)             | Sede                                  | Distritos                             | Condados                              | Condados autónomos                    | Ciudades-condado                      |
| 450000 | Región Autónoma zhuang de Guangxi     | 236 700,00                            | 50.126.804                            | Nanning                               | 41                                    | 48                                    | 12                                    | 10                                    |
| 450100 | Ciudad de Nanning                     | 22 099,31                             | 8 741 584                             | Qingxiu                               | 7                                     | 4                                     |                                       | 1                                     |
| 450200 | Ciudad de Liuzhou                     | 18 596,64                             | 4 157 934                             | Liubei                                | 5                                     | 3                                     | 2                                     |                                       |
| 450300 | Ciudad de Guilin                      | 27 667,28                             | 4 931 137                             | Lingui                                | 6                                     | 8                                     | 2                                     | 1                                     |
| 450400 | Ciudad de Wuzhou                      | 12 572,44                             | 2 820 977                             | Changzhou                             | 3                                     | 3                                     |                                       | 1                                     |
| 450500 | Ciudad de Beihai                      | 3988,67                               | 1 853 227                             | Haicheng                              | 3                                     | 1                                     |                                       |                                       |
| 450600 | Ciudad de Fangchenggang               | 6181,19                               | 1 046 068                             | Gangkou                               | 2                                     | 1                                     |                                       | 1                                     |
| 450700 | Ciudad de Qinzhou                     | 10 820,85                             | 3 302 238                             | Qinnan                                | 2                                     | 2                                     |                                       |                                       |
| 450800 | Ciudad de Guigang                     | 10 605,44                             | 4 316 262                             | Gangbei                               | 3                                     | 1                                     |                                       | 1                                     |
| 450900 | Ciudad de Yulin                       | 12 828,11                             | 5 796 766                             | Yuzhou                                | 2                                     | 4                                     |                                       | 1                                     |
| 451000 | Ciudad de Baise                       | 36 203,85                             | 3 571 505                             | Youjiang                              | 2                                     | 7                                     | 1                                     | 2                                     |
| 451100 | Ciudad de Hezhou                      | 11 771,54                             | 2 007 858                             | Babu                                  | 2                                     | 2                                     | 1                                     |                                       |
| 451200 | Ciudad de Hechi                       | 33 487,65                             | 3 417 945                             | Yizhou                                | 2                                     | 4                                     | 5                                     |                                       |
| 451300 | Ciudad de Laibin                      | 13 391,59                             | 2 074 611                             | Xingbin                               | 1                                     | 3                                     | 1                                     | 1                                     |
| 451400 | Ciudad de Chongzuo                    | 17 345,47                             | 2 088 692                             | Jiangzhou                             | 1                                     | 5                                     |                                       | 1                                     |

### Áreas urbanas
| Población por zonas urbanas de las prefecturas y ciudades de condado (censo de 2010) | Población por zonas urbanas de las prefecturas y ciudades de condado (censo de 2010) | Población por zonas urbanas de las prefecturas y ciudades de condado (censo de 2010) | Población por zonas urbanas de las prefecturas y ciudades de condado (censo de 2010) | Población por zonas urbanas de las prefecturas y ciudades de condado (censo de 2010) |
| #                                                                                    | Ciudad                                                                               | Área urbana                                                                          | Área distrital                                                                       | Ciudad propiamente dicha                                                             |
| ------------------------------------------------------------------------------------ | ------------------------------------------------------------------------------------ | ------------------------------------------------------------------------------------ | ------------------------------------------------------------------------------------ | ------------------------------------------------------------------------------------ |
| 1                                                                                    | Nanning                                                                              | 2.660.833                                                                            | 3.434.303                                                                            | 6.658.742                                                                            |
| (1)                                                                                  | Nanning (nuevo distrito)                                                             | 186.049                                                                              | 544.478                                                                              | véase Nanning                                                                        |
| 2                                                                                    | Liuzhou                                                                              | 1.410.712                                                                            | 1.436.599                                                                            | 3.758.704                                                                            |
| (2)                                                                                  | Liuzhou (nuevo distrito)                                                             | 213.859                                                                              | 562.351                                                                              | véase Liuzhou                                                                        |
| 3                                                                                    | Guilin                                                                               | 844.290                                                                              | 975.638                                                                              | 4.747.963                                                                            |
| (3)                                                                                  | Guilin (nuevo distrito)                                                              | 119.339                                                                              | 443.994                                                                              | véase Guilin                                                                         |
| 4                                                                                    | Guigang                                                                              | 658.887                                                                              | 1.493.874                                                                            | 4.118.808                                                                            |
| 5                                                                                    | Beiliu                                                                               | 652.853                                                                              | 1.132.216                                                                            | véase Yulin                                                                          |
| 6                                                                                    | Yulin                                                                                | 547.924                                                                              | 1.056.743                                                                            | 5.487.368                                                                            |
| 7                                                                                    | Guiping                                                                              | 508.212                                                                              | 1.496.904                                                                            | véase Guigang                                                                        |
| 8                                                                                    | Qinzhou                                                                              | 489.139                                                                              | 1.198.428                                                                            | 3.079.721                                                                            |
| 9                                                                                    | Beihai                                                                               | 463.388                                                                              | 668.044                                                                              | 1.539.251                                                                            |
| 10                                                                                   | Hezhou                                                                               | 379.889                                                                              | 1.005.490                                                                            | 1.954.072                                                                            |
| 11                                                                                   | Cenxi                                                                                | 337.052                                                                              | 772.113                                                                              | véase Wuzhou                                                                         |
| 12                                                                                   | Laibin                                                                               | 315.875                                                                              | 910.282                                                                              | 2.099.711                                                                            |
| 13                                                                                   | Fangchenggang                                                                        | 278.955                                                                              | 518.124                                                                              | 866.927                                                                              |
| 14                                                                                   | Wuzhou                                                                               | 243.261                                                                              | 613.461                                                                              | 2.882.200                                                                            |
| (14)                                                                                 | Wuzhou (new district)                                                                | 136.628                                                                              | 392.029                                                                              | véase Wuzhou                                                                         |
| 15                                                                                   | Hechi                                                                                | 197.858                                                                              | 330.131                                                                              | 3.369.251                                                                            |
| (15)                                                                                 | Hechi (new district)                                                                 | 155.365                                                                              | 558.611                                                                              | véase Hechi                                                                          |
| 16                                                                                   | Baise                                                                                | 185.497                                                                              | 372.825                                                                              | 3.466.758                                                                            |
| (17)                                                                                 | Lipu                                                                                 | 134.908                                                                              | 352.472                                                                              | véase Guilin                                                                         |
| 18                                                                                   | Chongzuo                                                                             | 113.539                                                                              | 316.738                                                                              | 1.994.285                                                                            |
| (19)                                                                                 | Jingxi                                                                               | 92.786                                                                               | 498.524                                                                              | véase Baise                                                                          |
| 20                                                                                   | Dongxing                                                                             | 92.267                                                                               | 144.709                                                                              | véase Fangchenggang                                                                  |
| 21                                                                                   | Heshan                                                                               | 66.118                                                                               | 114.496                                                                              | véase Laibin                                                                         |
| 22                                                                                   | Pingxiang                                                                            | 65.044                                                                               | 112.159                                                                              | véase Chongzuo                                                                       |

## Geografía

Zonas montañosas del río Li.

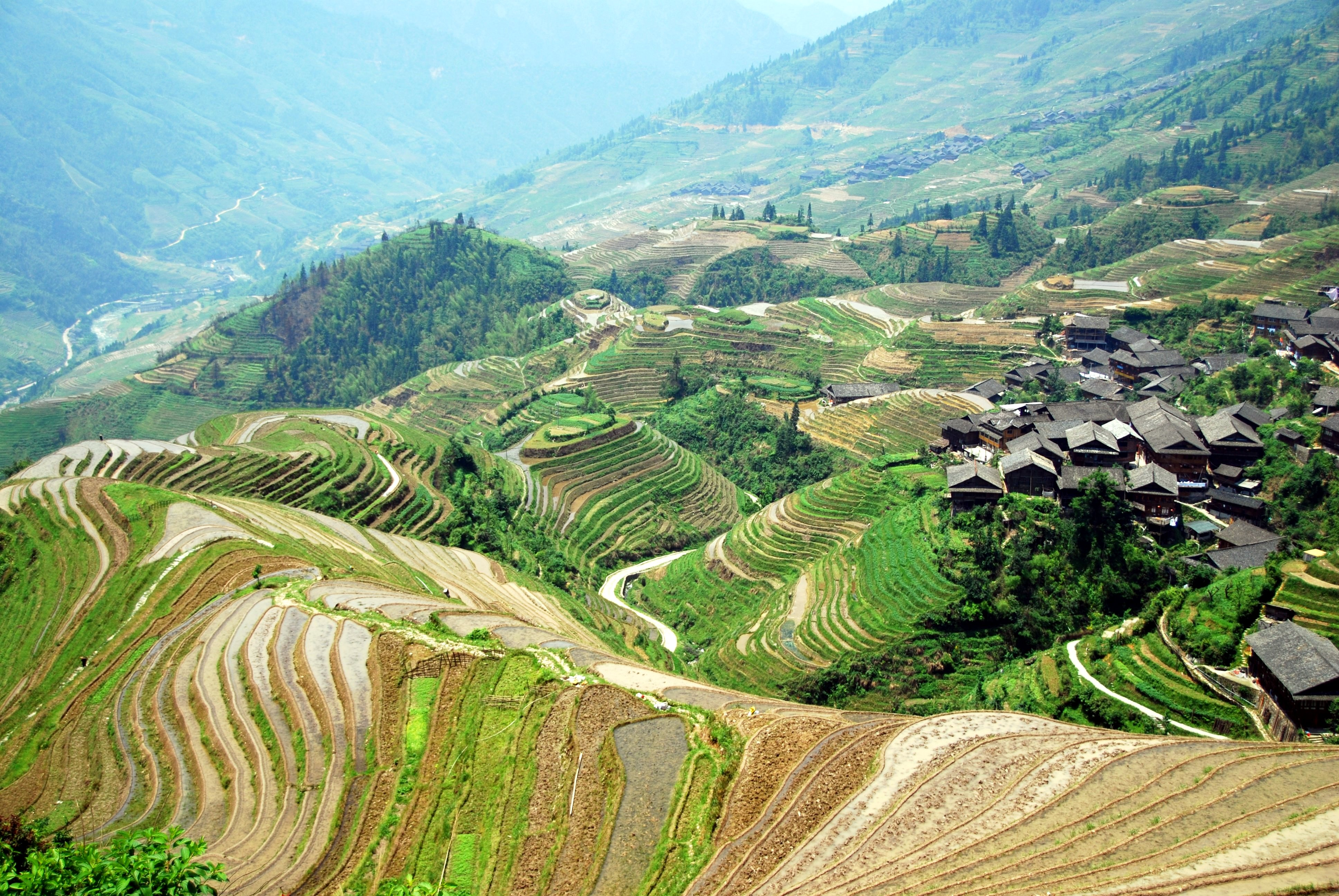
Terrazas de arroz de Longsheng.

Situada en el sur del país, Guangxi limita con Yunnan al oeste, Guizhou al norte, Hunan al noreste y Guangdong al este y sureste. También limita con Vietnam en el suroeste y el Golfo de Tonkin en el sur. Su proximidad a Guangdong se refleja en su nombre, con "Guang" (chino simplificado: 广; chino tradicional: 廣; pinyin: Guǎng) se utiliza en ambos nombres.
Amplias zonas de Guangxi son accidentadas y montañosas. La parte noroeste de Guangxi incluye parte de la meseta de Yunnan-Guizhou, las montañas Jiuwan y las montañas Fenghuang atraviesan el norte, las montañas Nanling forman la frontera noreste de la región, y las montañas Yuecheng y Haiyang se ramifican desde las montañas Nanling. También en el norte se encuentran las montañas Duyao. Los montes Duyang atraviesan el oeste de Guangxi. Cerca del centro de la región se encuentran las montañas Da Yao y Da Ming. [En la frontera sureste se encuentran las montañas Yunkai. El punto más alto de Guangxi es la montaña Kitten, en las montañas Yuecheng, con 2141 metros.
Los terrenos kársticos, caracterizados por montañas escarpadas y grandes cavernas, son comunes en Guangxi, y representan el 37,8 % de su superficie total.
Guangxi también alberga varios sistemas fluviales, que desembocan en diferentes masas de agua: el río Qin y el río Nanliu desembocan en el Golfo de Tonkin, varios ríos afluentes desembocan en el río Xiang, más grande, en la vecina provincia de Hunan, y el sistema del río Xi fluye hacia el sureste a través de la región autónoma hasta el Mar de China Meridional.

## Economía

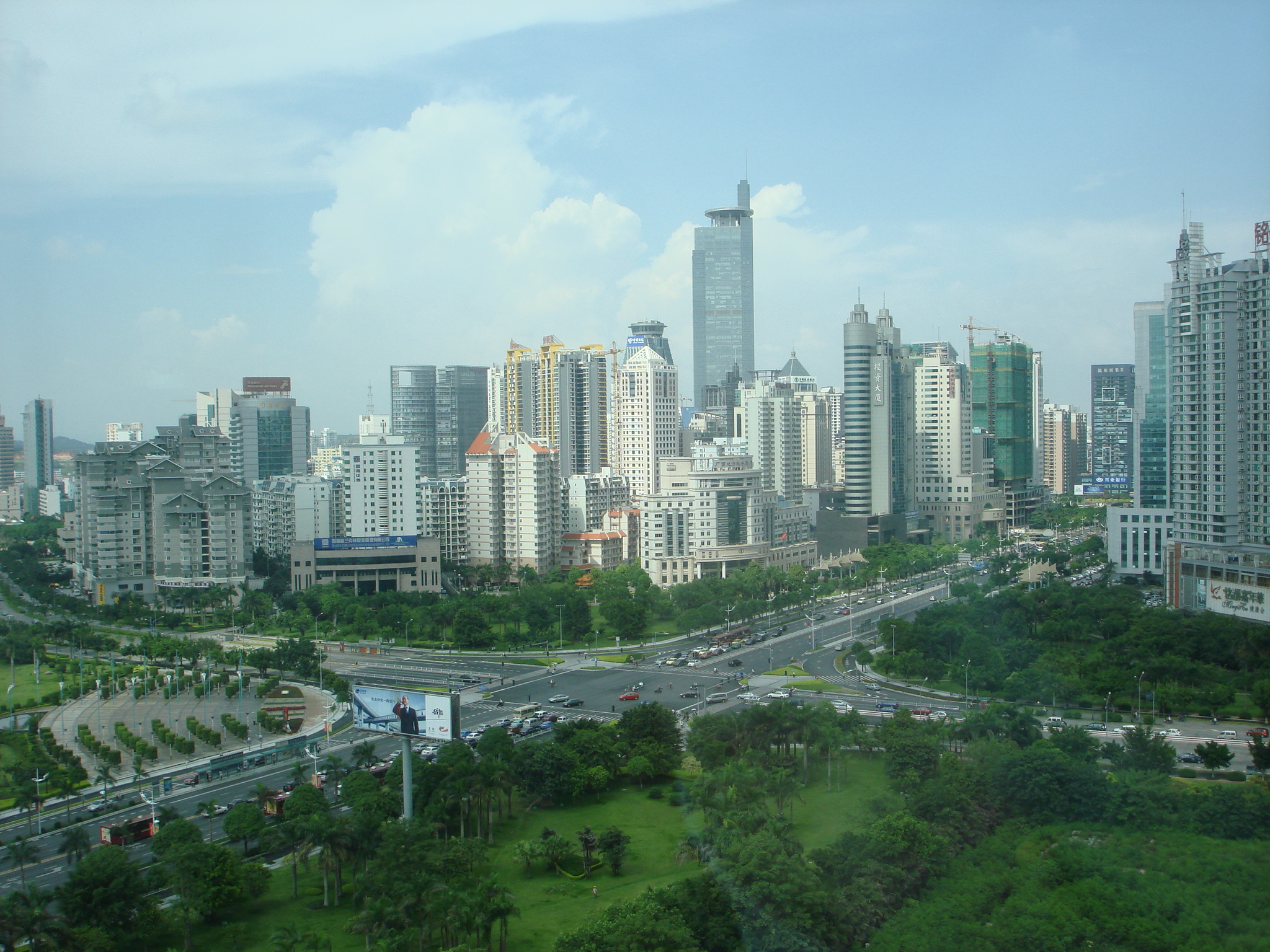
Vista de Nanning, la capital y principal ciudad de Guangxi.

### Agricultura
Entre los cultivos importantes de Guangxi están el arroz, el maíz y las batatas. Los cultivos comerciales son la caña de azúcar, los cacahuetes, el tabaco y el kenaf.
El 85 % del Anís Estrellado del mundo se cultiva en Guangxi. Es uno de los principales ingredientes del antiviral oseltamivir.

### Industria
Guangxi es uno de los principales centros de producción de metales no ferrosos de China. La provincia posee aproximadamente un tercio de todos los depósitos de estaño y manganeso de China.
Liuzhou es el principal centro industrial y un importante centro de fabricación de vehículos de motor. General Motors tiene aquí una base de fabricación en una empresa conjunta como SAIC-GM-Wuling Automobile. La ciudad también cuenta con una gran fábrica de acero y varias industrias relacionadas. El gobierno local de Guangxi espera ampliar el sector manufacturero de la provincia y, durante la elaboración del Plan Quinquenal de China en 2011, destinó 2,6 billones de RMB a la inversión en la Zona Económica del Golfo de Beibu de la provincia.

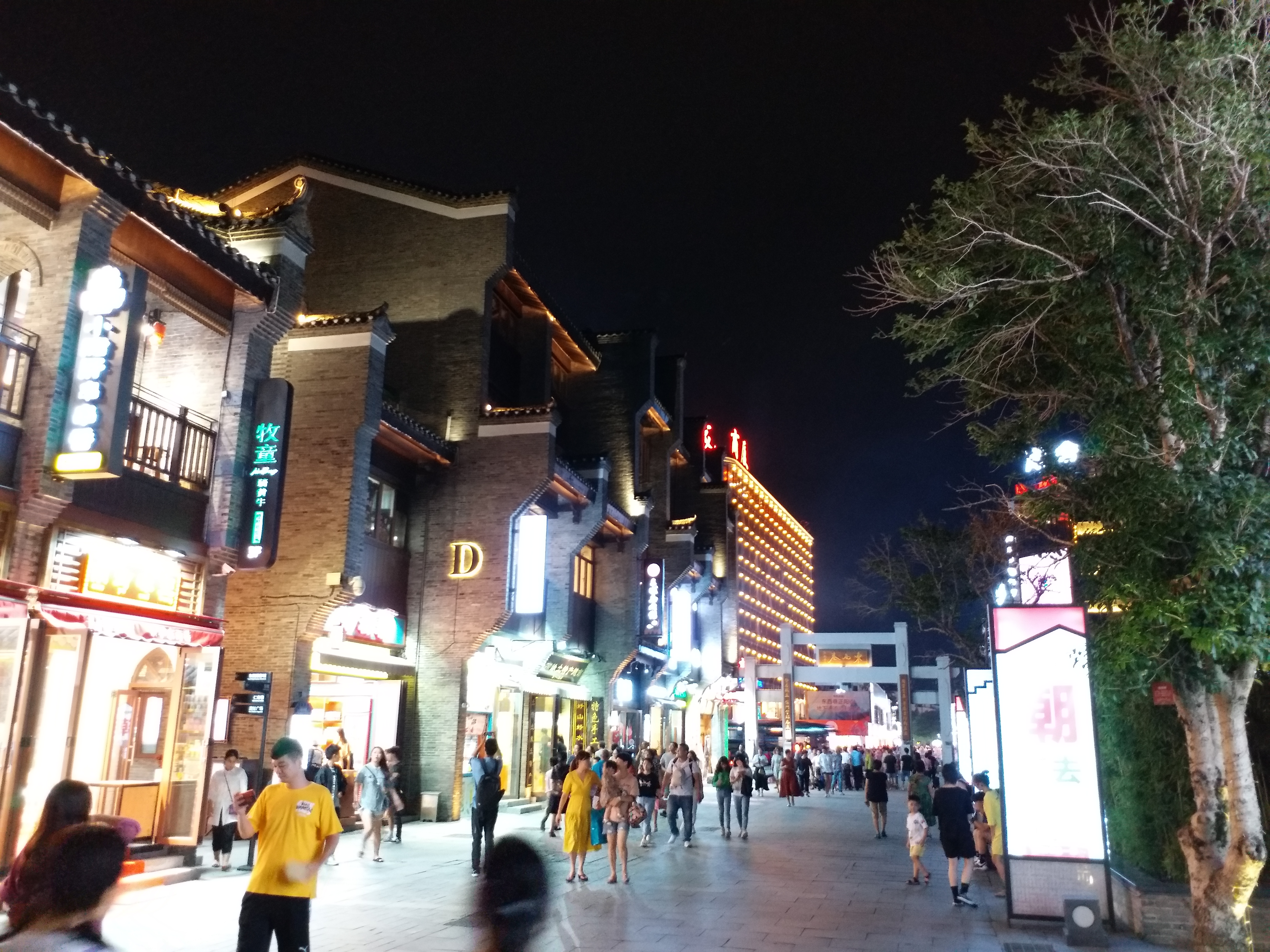
Una calle comercial en Guilin.

### Zonas de desarrollo económico y tecnológico
- Complejo turístico nacional Beihai Silver Beach
- Zona de procesamiento de exportaciones de Beihai

Aprobada por el Consejo de Estado, la Zona de Procesamiento de Exportaciones de Beihai (BHEPZ) se estableció en marzo de 2003. La superficie total prevista es de 1454 kilómetros cuadrados. La primera fase de la zona desarrollada es de 1135 kilómetros cuadrados. Fue verificada y aceptada por la Administración General de Aduanas y ocho ministerios del Estado, el 26 de diciembre de 2003. Es la Zona Franca de Exportación más cercana a la ASEAN en China y también la única que bordea el mar en el oeste del país. Está situada junto al puerto de Beihai.
- Zona de Cooperación Económica Fronteriza de Dongxing
- Zona Nacional de Desarrollo Industrial de Alta Tecnología de Guilin

La Zona de Desarrollo Industrial de Alta Tecnología de Guilin se estableció en mayo de 1988. En 1991, fue aprobada como zona industrial de nivel nacional. Tiene una superficie de 12,07 kilómetros cuadrados. Entre las industrias fomentadas están la de información electrónica, la biomédica, la de nuevos materiales y la de protección del medio ambiente.
- Zona de Desarrollo Económico y Tecnológico de Nanning

Creada en 1992, la Zona de Desarrollo Económico y Tecnológico de Nanning fue aprobada como zona de nivel nacional en mayo de 2001. Su superficie total prevista es de 10,796 kilómetros cuadrados. Está situada en el sur de Nanning. Se ha convertido en la nueva zona de desarrollo con ingeniería química fina, autopartes, procesamiento de aluminio, medicina biológica y otras industrias.
- Zona Nacional de Desarrollo Industrial de Alta Tecnología de Nanning

La Zona de Desarrollo Industrial de Alta Tecnología de Nanning se estableció en 1988 y fue aprobada como zona industrial de nivel nacional en 1992. La zona tiene una superficie planificada de 43,7 kilómetros cuadrados, y fomenta las industrias de información electrónica, bioingeniería y farmacéutica, integración mecánica y eléctrica e industria de nuevos materiales.
- Zona de Cooperación Económica Fronteriza de Pingxiang

En 1992 se estableció la Zona de Cooperación Económica Fronteriza de Pinxiang. Tiene una superficie total de 7,2 kilómetros cuadrados. Se centra en el desarrollo de productos mecánicos y eléctricos de hardware, el procesamiento de productos químicos de uso diario, los servicios y la industria de almacenamiento e información basada en la logística internacional.
- Zona de Desarrollo Económico de Yongning

### Inversión
Setenta y una empresas taiwanesas se instalaron en Guangxi en 2007, con contratos que supusieron una inversión de 149 millones de dólares, mientras que las exportaciones brutas superaron los mil millones de dólares. Hay un total de 1182 empresas taiwanesas en Guangxi, y a finales de 2006 habían aportado un total de 4270 millones de dólares de inversión a la región autónoma. Durante el primer semestre de 2007, ya se han contratado 43 proyectos por valor de 2600 millones de RMB (342 millones de dólares) entre inversores de Guangxi y Taiwán. La cooperación entre las empresas de Guangxi y Taiwán está relacionada principalmente con la fabricación, las industrias electrónicas de alta tecnología, la agricultura, los recursos energéticos y el turismo.

## Transporte

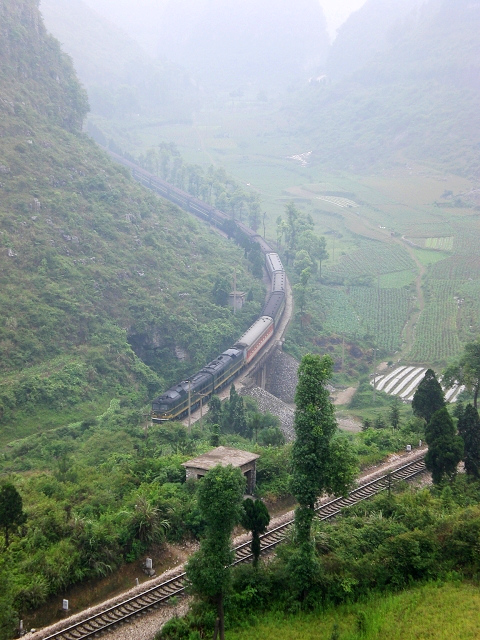
El ferrocarril Guizhou-Guangxi cerca de la estación de Layi en el condado de Nandan, Hechi.
El ferrocarril Hunan-Guangxi (línea Xianggui), que atraviesa la región autónoma en diagonal desde Quanzhou, en el noreste, en la frontera con Hunan, hasta Pingxiang, en el suroeste, en la frontera con Vietnam, pasa por las tres principales ciudades de Guangxi, Nanning, Liuzhou y Guilin. La mayoría de los demás ferrocarriles de Guangxi están conectados a la línea Xianggui.
Desde Nanning, el ferrocarril Nanning-Kunming se dirige hacia el oeste a través de Baise hasta Kunming (Yunnan) y el ferrocarril Nanning-Fangchenggang se dirige hacia el sur hasta Qinzhou, Fangchenggang y Beihai en la costa. Desde Liuzhou, el ferrocarril Guizhou-Guangxi se extiende hacia el noroeste a través de Hechi hasta Guizhou y el ferrocarril Jiaozuo-Liuzhou se dirige hacia el norte hasta Hunan y, finalmente, Hubei y Henan en el centro de China. Desde el municipio de Litang, en la línea Xianggui, entre Nanning y Liuzhou, el ferrocarril Litang-Qinzhou va hacia el sur hasta Qinzhou, en la costa, y el ferrocarril Litang-Zhanjiang (línea Lizhan) se extiende hacia el sureste a través de Guigang y Yulin hasta Zhanjiang, en Guangdong.
El ferrocarril Luoyang-Zhanjiang (Línea Luozhan), que se cruza con la Línea Xianggui en el lado de la frontera de Hunan, en Yongzhou, discurre hacia el sur a través de Hezhou y Wuzhou en el este de Guangxi y se une a la Línea Lizhan en Yulin. En Cenxi, un ramal de la línea Luozhan se dirige hacia el este hasta Maoming (Guangdong), formando una segunda salida ferroviaria de Guangxi a Guangdong.
Guangxi posee 7 aeropuertos en diferentes ciudades: Nanning, Guilin, Beihai, Liuzhou, Wuzhou, Baise, Hechi.

## Cultura

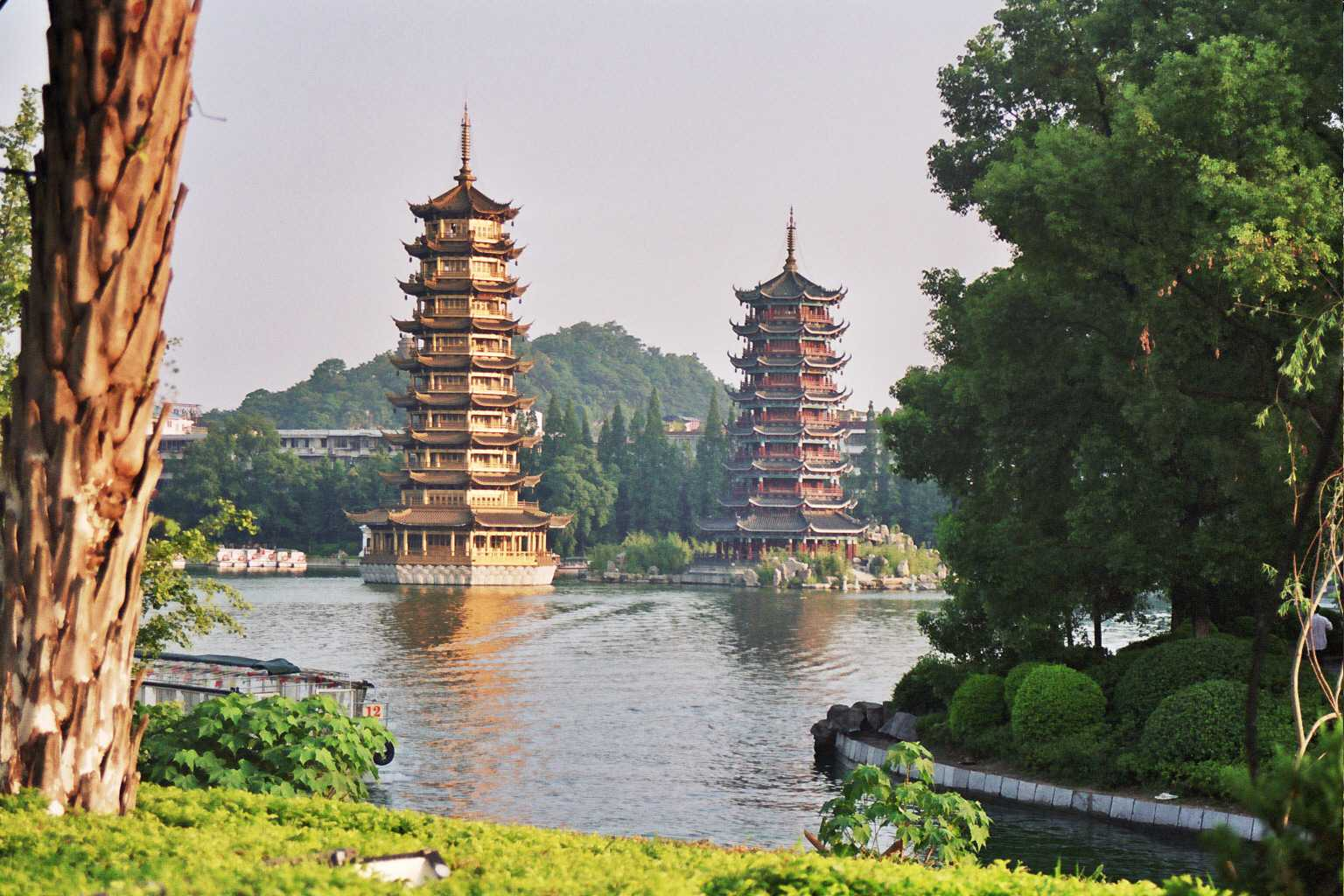
Pagodas en Guilin.

"Guangxi" y la vecina Guangdong significan literalmente "Expansión Occidental" y "Expansión Oriental". Juntos, Guangdong y Guangxi reciben el nombre de "las dos expansiones" (chino simplificado: 两广; chino tradicional: 兩廣; pinyin: Liǎngguǎng).
Su cultura y su lengua se reflejan en ello. Aunque ahora se asocia con la minoría étnica zhuang, la cultura de Guangxi ha tenido tradicionalmente una estrecha relación con la cantonesa. La cultura y la lengua cantonesas siguieron el valle del río Xi desde Guangdong y aún hoy predominan en la mitad oriental de Guangxi. Fuera de esta zona hay una enorme variedad de etnias y grupos lingüísticos representados.
Guangxi es conocida por su diversidad etnolingüística. En la capital, Nanning, por ejemplo, se hablan localmente tres variedades de chino: El Mandarín del Suroeste, el yue (concretamente el cantonés) y el pinghua, además de varias lenguas zhuang entre otras. 

## Educación

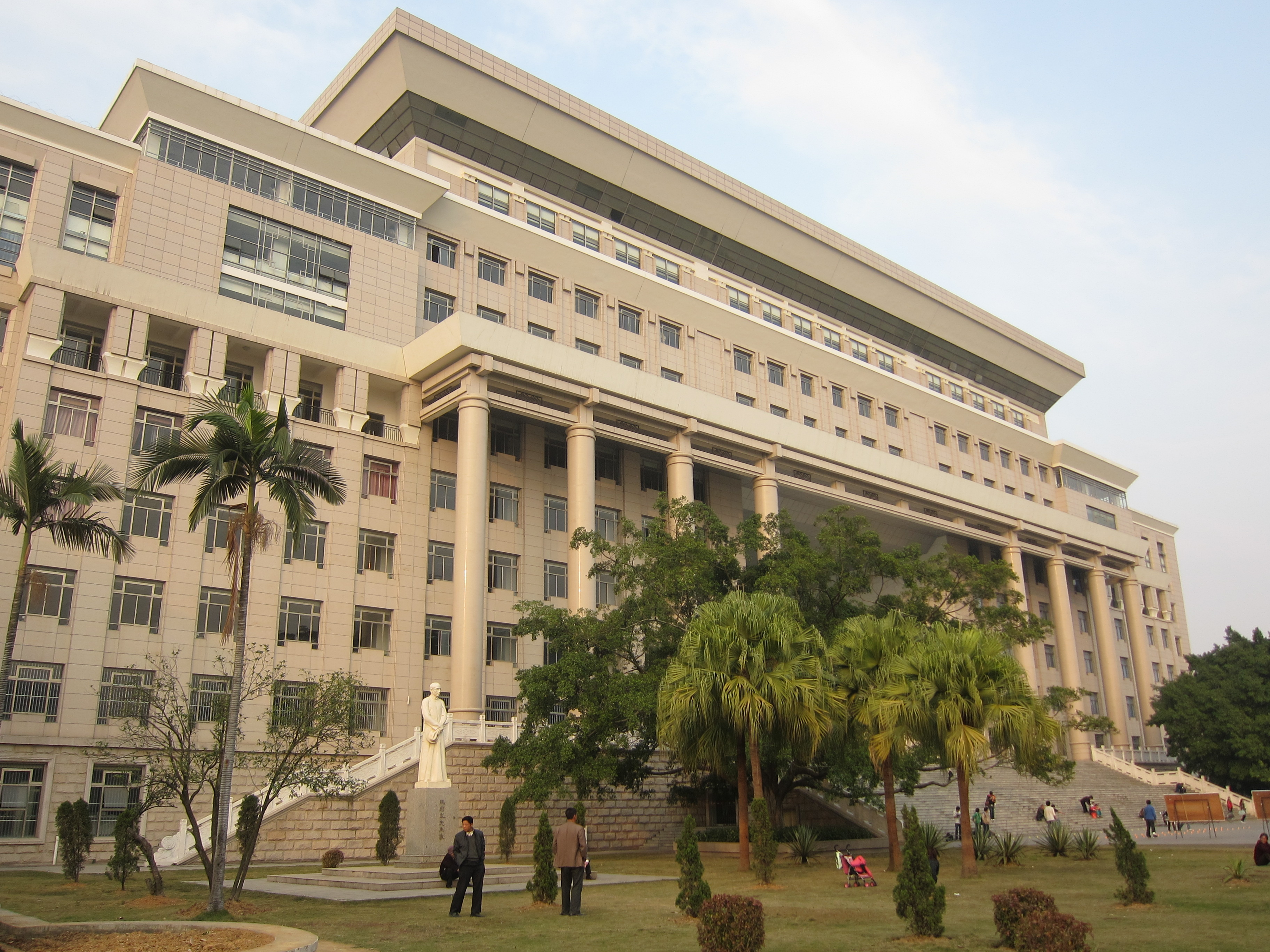
Edificio académico de la Guangxi University.

A continuación las principales universidades públicas de la región autónoma:
- Guilin University of Technology

- Guangxi Arts University
- Guangxi University
- Guangxi Medical University
- Guangxi Normal University
- Guilin University of Electronic Technology
- Guangxi University for Nationalities
- Guangxi Chinese Medical University